# Lijst van senatoren uit Massachusetts

Zegel van de staat Massachusetts

Dit is een lijst van de senatoren voor de Amerikaanse staat Massachusetts. De senatoren voor Massachusetts zijn ingedeeld als Klasse I en Klasse II. De twee huidige senatoren voor Massachusetts zijn: Elizabeth Warren, de (senior senator) en Ed Markey de (junior senator) beiden senator sinds 2013 en lid van de Democratische Partij.
Prominenten die hebben gediend als senator voor Massachusetts zijn onder anderen: John Quincy Adams (later president), Daniel Webster (later minister van Buitenlandse Zaken), Henry Cabot Lodge jr. (genomineerd vicepresident kandidaat 1960 en later ambassadeur), John F. Kennedy (later president), Ted Kennedy (prominent politicus), Elizabeth Warren (prominent politica), Samuel Dexter (later minister van Oorlog en Financiën), Timothy Pickering (later minister van Oorlog en Buitenlandse Zaken), Henry Wilson (later vicepresident) en John Kerry (genomineerd presidentskandidaat 2004 en later minister van Buitenlandse Zaken).
Maar liefst twee senatoren voor Massachusetts zijn ook president van de Verenigde Staten geweest: John Quincy Adams en John F. Kennedy.

## Klasse I
| Nr.    | Senator voor Massachusetts Senator from Massachusetts | Senator voor Massachusetts Senator from Massachusetts | Senator voor Massachusetts Senator from Massachusetts | Ambtstermijn     | Ambtstermijn     | Partij(en)   | Verkiezing(en) |
| ------ | ----------------------------------------------------- | ----------------------------------------------------- | ----------------------------------------------------- | ---------------- | ---------------- | ------------ | -------------- |
| 1      |                                                       | Tristram Dalton                                       | Tristram Dalton (1738–1817)                           | 4 maart 1789     | 4 maart 1791     | F            | 1788           |
| 2      |                                                       | George Cabot                                          | George Cabot (1752–1823)                              | 4 maart 1791     | 9 juni 1796      | F            | 1790           |
| Vacant |                                                       |                                                       |                                                       |                  |                  |              | 1790           |
| 3      |                                                       | Benjamin Goodhue                                      | Benjamin Goodhue (1748–1814)                          | 11 juni 1796     | 8 november 1800  | F            | 1896 (1)       |
| 3      | 1896 (2)                                              | Benjamin Goodhue                                      | Benjamin Goodhue (1748–1814)                          | 11 juni 1796     | 8 november 1800  | F            |                |
| Vacant |                                                       |                                                       |                                                       |                  |                  |              |                |
| 4      |                                                       | Jonathan Mason                                        | Jonathan Mason (1756–1831)                            | 8 november 1800  | 4 maart 1803     | F            | 1800           |
| 5      |                                                       | John Quincy Adams                                     | John Quincy Adams (1767–1848)                         | 4 maart 1803     | 8 juni 1808      | F            | 1803           |
| 6      |                                                       | James Lloyd                                           | James Lloyd (1769–1831)                               | 8 juni 1808      | 1 mei 1813       | F            | 1803           |
| 6      | 1808                                                  | James Lloyd                                           | James Lloyd (1769–1831)                               | 8 juni 1808      | 1 mei 1813       | F            |                |
| Vacant |                                                       |                                                       |                                                       |                  |                  |              |                |
| 7      |                                                       | Christopher Gore                                      | Christopher Gore (1758–1827)                          | 5 mei 1813       | 30 mei 1816      | F            |                |
| 7      | 1815                                                  | Christopher Gore                                      | Christopher Gore (1758–1827)                          | 5 mei 1813       | 30 mei 1816      | F            |                |
| Vacant |                                                       |                                                       |                                                       |                  |                  |              |                |
| 8      |                                                       |                                                       | Eli Ashmun (1770–1819)                                | 12 juni 1816     | 10 mei 1818      | F            | 1816           |
| Vacant |                                                       |                                                       |                                                       |                  |                  |              | 1816           |
| 9      |                                                       | Prentiss Mellen                                       | Prentiss Mellen (1764–1840)                           | 5 juni 1818      | 15 mei 1820      | F            | 1818           |
| Vacant |                                                       |                                                       |                                                       |                  |                  |              | 1818           |
| 10     |                                                       | Elijah Mills                                          | Elijah Mills (1776–1829)                              | 12 juni 1820     | 4 maart 1827     | F            | 1820 (1)       |
| 10     | 1820 (2)                                              | Elijah Mills                                          | Elijah Mills (1776–1829)                              | 12 juni 1820     | 4 maart 1827     | F            |                |
| Vacant |                                                       |                                                       |                                                       |                  |                  |              |                |
| 11     |                                                       | Daniel Webster                                        | Daniel Webster (1782–1852)                            | 8 juni 1827      | 22 februari 1841 | NR (1827–33) | 1827           |
| 11     |                                                       | Daniel Webster                                        | Daniel Webster (1782–1852)                            | 8 juni 1827      | 22 februari 1841 | W (1833–41)  | 1833           |
| 11     | 1839                                                  | Daniel Webster                                        | Daniel Webster (1782–1852)                            | 8 juni 1827      | 22 februari 1841 | W (1833–41)  |                |
| 12     |                                                       | Rufus Choate                                          | Rufus Choate (1799–1859)                              | 22 februari 1841 | 4 maart 1845     | W            | 1841           |
| 13     |                                                       | Daniel Webster                                        | Daniel Webster (1782–1852)                            | 4 maart 1845     | 22 juli 1850     | W            | 1845           |
| Vacant |                                                       |                                                       |                                                       |                  |                  |              | 1845           |
| 14     |                                                       | Robert Winthrop                                       | Robert Winthrop (1809–1894)                           | 30 juli 1845     | 1 februari 1851  | W            | 1845           |
| 15     |                                                       | Robert Rantoul                                        | Robert Rantoul (1805–1852)                            | 1 februari 1851  | 4 maart 1851     | D            | 1851 (1)       |
| Vacant |                                                       |                                                       |                                                       |                  |                  |              |                |
| 16     |                                                       | Charles Sumner                                        | Charles Sumner (1811–1874)                            | 24 april 1851    | 11 maart 1874    | FS (1851–57) | 1851 (2)       |
| 16     |                                                       | Charles Sumner                                        | Charles Sumner (1811–1874)                            | 24 april 1851    | 11 maart 1874    | R (1857–74)  | 1857           |
| 16     | 1863                                                  | Charles Sumner                                        | Charles Sumner (1811–1874)                            | 24 april 1851    | 11 maart 1874    | R (1857–74)  |                |
| 16     | 1869                                                  | Charles Sumner                                        | Charles Sumner (1811–1874)                            | 24 april 1851    | 11 maart 1874    | R (1857–74)  |                |
| Vacant |                                                       |                                                       |                                                       |                  |                  |              |                |
| 17     |                                                       | William Washburn                                      | William Washburn (1820–1887)                          | 17 april 1874    | 4 maart 1875     | R            | 1874           |
| 18     |                                                       | Henry Dawes                                           | Henry Dawes (1816–1903)                               | 4 maart 1875     | 4 maart 1893     | R            | 1875           |
| 18     | 1881                                                  | Henry Dawes                                           | Henry Dawes (1816–1903)                               | 4 maart 1875     | 4 maart 1893     | R            |                |
| 18     | 1887                                                  | Henry Dawes                                           | Henry Dawes (1816–1903)                               | 4 maart 1875     | 4 maart 1893     | R            |                |
| 19     |                                                       | Henry Cabot Lodge sr.                                 | Henry Cabot Lodge sr. (1850–1924)                     | 4 maart 1893     | 9 november 1924  | R            | 1893           |
| 19     | 1899                                                  | Henry Cabot Lodge sr.                                 | Henry Cabot Lodge sr. (1850–1924)                     | 4 maart 1893     | 9 november 1924  | R            |                |
| 19     | 1905                                                  | Henry Cabot Lodge sr.                                 | Henry Cabot Lodge sr. (1850–1924)                     | 4 maart 1893     | 9 november 1924  | R            |                |
| 19     | 1911                                                  | Henry Cabot Lodge sr.                                 | Henry Cabot Lodge sr. (1850–1924)                     | 4 maart 1893     | 9 november 1924  | R            |                |
| 19     | 1916                                                  | Henry Cabot Lodge sr.                                 | Henry Cabot Lodge sr. (1850–1924)                     | 4 maart 1893     | 9 november 1924  | R            |                |
| 19     | 1922                                                  | Henry Cabot Lodge sr.                                 | Henry Cabot Lodge sr. (1850–1924)                     | 4 maart 1893     | 9 november 1924  | R            |                |
| Vacant |                                                       |                                                       |                                                       |                  |                  |              |                |
| 20     |                                                       | William Butler                                        | William Butler (1861–1937)                            | 13 november 1924 | 6 december 1926  | R            |                |
| 21     |                                                       | David Walsh                                           | David Walsh (1872–1947)                               | 6 december 1926  | 3 januari 1947   | D            | 1926           |
| 21     | 1928                                                  | David Walsh                                           | David Walsh (1872–1947)                               | 6 december 1926  | 3 januari 1947   | D            |                |
| 21     | 1934                                                  | David Walsh                                           | David Walsh (1872–1947)                               | 6 december 1926  | 3 januari 1947   | D            |                |
| 21     | 1940                                                  | David Walsh                                           | David Walsh (1872–1947)                               | 6 december 1926  | 3 januari 1947   | D            |                |
| 22     |                                                       | Henry Cabot Lodge jr.                                 | Henry Cabot Lodge jr. (1902–1985)                     | 3 januari 1947   | 3 januari 1953   | R            | 1946           |
| 23     |                                                       | John F. Kennedy                                       | John F. Kennedy (1917–1963)                           | 3 januari 1953   | 22 december 1960 | D            | 1958           |
| 23     | 1958                                                  | John F. Kennedy                                       | John F. Kennedy (1917–1963)                           | 3 januari 1953   | 22 december 1960 | D            |                |
| Vacant |                                                       |                                                       |                                                       |                  |                  |              |                |
| 24     |                                                       | Benjamin Smith                                        | Benjamin Smith (1916–1991)                            | 27 december 1960 | 7 november 1962  | D            |                |
| 25     |                                                       | Ted Kennedy                                           | Ted Kennedy (1932–2009)                               | 7 november 1962  | 25 augustus 2009 | D            | 1962           |
| 25     | 1964                                                  | Ted Kennedy                                           | Ted Kennedy (1932–2009)                               | 7 november 1962  | 25 augustus 2009 | D            |                |
| 25     | 1970                                                  | Ted Kennedy                                           | Ted Kennedy (1932–2009)                               | 7 november 1962  | 25 augustus 2009 | D            |                |
| 25     | 1976                                                  | Ted Kennedy                                           | Ted Kennedy (1932–2009)                               | 7 november 1962  | 25 augustus 2009 | D            |                |
| 25     | 1982                                                  | Ted Kennedy                                           | Ted Kennedy (1932–2009)                               | 7 november 1962  | 25 augustus 2009 | D            |                |
| 25     | 1988                                                  | Ted Kennedy                                           | Ted Kennedy (1932–2009)                               | 7 november 1962  | 25 augustus 2009 | D            |                |
| 25     | 1994                                                  | Ted Kennedy                                           | Ted Kennedy (1932–2009)                               | 7 november 1962  | 25 augustus 2009 | D            |                |
| 25     | 2000                                                  | Ted Kennedy                                           | Ted Kennedy (1932–2009)                               | 7 november 1962  | 25 augustus 2009 | D            |                |
| 25     | 2006                                                  | Ted Kennedy                                           | Ted Kennedy (1932–2009)                               | 7 november 1962  | 25 augustus 2009 | D            |                |
| Vacant |                                                       |                                                       |                                                       |                  |                  |              |                |
| 26     |                                                       | Paul Kirk                                             | Paul Kirk (1938)                                      | 24 september     | 4 februari 2010  | D            |                |
| 27     |                                                       | Scott Brown                                           | Scott Brown (1959)                                    | 4 februari 2010  | 3 januari 2013   | R            | 2010           |
| 28     |                                                       | Elizabeth Warren                                      | Elizabeth Warren (1949)                               | 3 januari 2013   | heden            | D            | 2012           |
| 28     | 2018                                                  | Elizabeth Warren                                      | Elizabeth Warren (1949)                               | 3 januari 2013   | heden            | D            |                |
| 28     | 2024                                                  | Elizabeth Warren                                      | Elizabeth Warren (1949)                               | 3 januari 2013   | heden            | D            |                |

## Klasse II
| Nr.    | Senator voor Massachusetts Senator from Massachusetts | Senator voor Massachusetts Senator from Massachusetts | Senator voor Massachusetts Senator from Massachusetts | Ambtstermijn     | Ambtstermijn      | Partij(en)   | Verkiezing(en) |
| ------ | ----------------------------------------------------- | ----------------------------------------------------- | ----------------------------------------------------- | ---------------- | ----------------- | ------------ | -------------- |
| 1      |                                                       | Caleb Strong                                          | Caleb Strong (1745–1819)                              | 4 maart 1789     | 1 juni 1796       | F            | 1788           |
| 1      | 1793                                                  | Caleb Strong                                          | Caleb Strong (1745–1819)                              | 4 maart 1789     | 1 juni 1796       | F            |                |
| Vacant |                                                       |                                                       |                                                       |                  |                   |              |                |
| 2      |                                                       | Theodore Sedgwick                                     | Theodore Sedgwick (1746–1813)                         | 11 juni 1796     | 4 maart 1799      | F            | 1796           |
| 3      |                                                       | Samuel Dexter                                         | Samuel Dexter (1761–1816)                             | 4 maart 1799     | 30 mei 1800       | F            | 1798           |
| Vacant |                                                       |                                                       |                                                       |                  |                   |              | 1798           |
| 4      |                                                       | Dwight Foster                                         | Dwight Foster (1757–1823)                             | 6 juni 1800      | 4 maart 1803      | F            | 1800           |
| 5      |                                                       | Timothy Pickering                                     | Timothy Pickering (1745–1829)                         | 4 maart 1803     | 4 maart 1811      | F            | 1803           |
| 5      | 1805                                                  | Timothy Pickering                                     | Timothy Pickering (1745–1829)                         | 4 maart 1803     | 4 maart 1811      | F            |                |
| Vacant |                                                       |                                                       |                                                       |                  |                   |              |                |
| 6      |                                                       | Joseph Varnum                                         | Joseph Varnum (1751–1821)                             | 29 juni 1811     | 4 maart 1817      | DR           | 1811           |
| 7      |                                                       | Harrison Otis                                         | Harrison Otis (1765–1848)                             | 4 maart 1817     | 30 mei 1822       | F            | 1816           |
| Vacant |                                                       |                                                       |                                                       |                  |                   |              | 1816           |
| 8      |                                                       | James Lloyd                                           | James Lloyd (1769–1831)                               | 5 juni 1822      | 23 mei 1826       | F (1822)     | 1822 (1)       |
| 8      |                                                       | James Lloyd                                           | James Lloyd (1769–1831)                               | 5 juni 1822      | 23 mei 1826       | NR (1822–26) | 1822 (2)       |
| Vacant |                                                       |                                                       |                                                       |                  |                   |              | 1822 (2)       |
| 9      |                                                       | Nathaniel Silsbee                                     | Nathaniel Silsbee (1773–1850)                         | 31 mei 1826      | 4 maart 1835      | NR           | 1826           |
| 9      | 1828                                                  | Nathaniel Silsbee                                     | Nathaniel Silsbee (1773–1850)                         | 31 mei 1826      | 4 maart 1835      | NR           |                |
| 10     |                                                       | John Davis                                            | John Davis (1787–1854)                                | 4 maart 1835     | 5 januari 1841    | NR (1835–36) | 1835           |
| 10     | W (1836–41)                                           | John Davis                                            | John Davis (1787–1854)                                | 4 maart 1835     | 5 januari 1841    |              | 1835           |
| Vacant |                                                       |                                                       |                                                       |                  |                   |              | 1835           |
| 11     |                                                       | Isaac Bates                                           | Isaac Bates (1779–1845)                               | 24 maart 1845    | 16 maart 1845     | W            | 1841 (1)       |
| 11     | 1841 (2)                                              | Isaac Bates                                           | Isaac Bates (1779–1845)                               | 24 maart 1845    | 16 maart 1845     | W            |                |
| Vacant |                                                       |                                                       |                                                       |                  |                   |              |                |
| 12     |                                                       | John Davis                                            | John Davis (1787–1854)                                | 24 maart 1845    | 4 maart 1853      | W            | 1845           |
| 12     | 1847                                                  | John Davis                                            | John Davis (1787–1854)                                | 24 maart 1845    | 4 maart 1853      | W            |                |
| 13     |                                                       | Edward Everett                                        | Edward Everett (1794–1865)                            | 4 maart 1853     | 1 juni 1854       | W            | 1853           |
| Vacant |                                                       |                                                       |                                                       |                  |                   |              | 1853           |
| 14     |                                                       | Julius Rockwell                                       | Julius Rockwell (1805–1888)                           | 4 juni 1854      | 31 januari 1855   | W            | 1853           |
| 15     |                                                       | Henry Wilson                                          | Henry Wilson (1812–1875)                              | 31 januari 1855  | 4 maart 1873      | FS (1855)    | 1855           |
| 15     | R (1855–73)                                           | Henry Wilson                                          | Henry Wilson (1812–1875)                              | 31 januari 1855  | 4 maart 1873      |              | 1855           |
| 15     | 1859                                                  | Henry Wilson                                          | Henry Wilson (1812–1875)                              | 31 januari 1855  | 4 maart 1873      |              |                |
| 15     | 1865                                                  | Henry Wilson                                          | Henry Wilson (1812–1875)                              | 31 januari 1855  | 4 maart 1873      |              |                |
| 15     | 1871                                                  | Henry Wilson                                          | Henry Wilson (1812–1875)                              | 31 januari 1855  | 4 maart 1873      |              |                |
| Vacant |                                                       |                                                       |                                                       |                  |                   |              |                |
| 16     |                                                       | George Boutwell                                       | George Boutwell (1818–1905)                           | 17 maart 1873    | 4 maart 1877      | R            |                |
| 16     | R                                                     | George Boutwell                                       | George Boutwell (1818–1905)                           | 17 maart 1873    | 4 maart 1877      | 1873         |                |
| 17     |                                                       | George Hoar                                           | George Hoar (1826–1904)                               | 4 maart 1877     | 30 september 1904 | R            | 1877           |
| 17     | 1883                                                  | George Hoar                                           | George Hoar (1826–1904)                               | 4 maart 1877     | 30 september 1904 | R            |                |
| 17     | 1889                                                  | George Hoar                                           | George Hoar (1826–1904)                               | 4 maart 1877     | 30 september 1904 | R            |                |
| 17     | 1895                                                  | George Hoar                                           | George Hoar (1826–1904)                               | 4 maart 1877     | 30 september 1904 | R            |                |
| 17     | 1901                                                  | George Hoar                                           | George Hoar (1826–1904)                               | 4 maart 1877     | 30 september 1904 | R            |                |
| Vacant |                                                       |                                                       |                                                       |                  |                   |              |                |
| 18     |                                                       | Winthrop Crane                                        | Winthrop Crane (1853–1920)                            | 12 oktober 1904  | 4 maart 1913      | R            |                |
| 18     | R                                                     | Winthrop Crane                                        | Winthrop Crane (1853–1920)                            | 12 oktober 1904  | 4 maart 1913      | 1905         |                |
| 18     | R                                                     | Winthrop Crane                                        | Winthrop Crane (1853–1920)                            | 12 oktober 1904  | 4 maart 1913      | 1907         |                |
| 19     |                                                       | John Weeks                                            | John Weeks (1860–1926)                                | 4 maart 1913     | 4 maart 1919      | R            | 1913           |
| 20     |                                                       | David Walsh                                           | David Walsh (1872–1947)                               | 4 maart 1919     | 4 maart 1925      | D            | 1918           |
| 21     |                                                       | Frederick Gillett                                     | Frederick Gillett (1851–1936)                         | 4 maart 1925     | 4 maart 1931      | R            | 1924           |
| 22     |                                                       | Marcus Coolidge                                       | Marcus Coolidge (1865–1947)                           | 4 maart 1931     | 4 maart 1931      | D            | 1930           |
| 23     |                                                       | Henry Cabot Lodge jr.                                 | Henry Cabot Lodge jr. (1902–1985)                     | 3 januari 1937   | 3 februari 1944   | R            | 1936           |
| 23     | 1942                                                  | Henry Cabot Lodge jr.                                 | Henry Cabot Lodge jr. (1902–1985)                     | 3 januari 1937   | 3 februari 1944   | R            |                |
| Vacant |                                                       |                                                       |                                                       |                  |                   |              |                |
| 24     |                                                       | Sinclair Weeks                                        | Sinclair Weeks (1893–1972)                            | 3 februari 1944  | 19 december 1944  | R            |                |
| 25     |                                                       | Leverett Saltonstall                                  | Leverett Saltonstall (1892–1979)                      | 19 december 1944 | 3 januari 1967    | R            | 1944           |
| 25     | 1948                                                  | Leverett Saltonstall                                  | Leverett Saltonstall (1892–1979)                      | 19 december 1944 | 3 januari 1967    | R            |                |
| 25     | 1954                                                  | Leverett Saltonstall                                  | Leverett Saltonstall (1892–1979)                      | 19 december 1944 | 3 januari 1967    | R            |                |
| 25     | 1960                                                  | Leverett Saltonstall                                  | Leverett Saltonstall (1892–1979)                      | 19 december 1944 | 3 januari 1967    | R            |                |
| 26     |                                                       | Edward Brooke                                         | Edward Brooke (1919–2015)                             | 3 januari 1967   | 3 januari 1979    | R            | 1966           |
| 26     | 1972                                                  | Edward Brooke                                         | Edward Brooke (1919–2015)                             | 3 januari 1967   | 3 januari 1979    | R            |                |
| 27     |                                                       | Paul Tsongas                                          | Paul Tsongas (1941–1997)                              | 3 januari 1979   | 2 januari 1985    | D            | 1978           |
| 28     |                                                       | John Kerry                                            | John Kerry (1943)                                     | 2 januari 1985   | 1 februari 2013   | D            | 1978           |
| 28     | 1984                                                  | John Kerry                                            | John Kerry (1943)                                     | 2 januari 1985   | 1 februari 2013   | D            |                |
| 28     | 1990                                                  | John Kerry                                            | John Kerry (1943)                                     | 2 januari 1985   | 1 februari 2013   | D            |                |
| 28     | 1996                                                  | John Kerry                                            | John Kerry (1943)                                     | 2 januari 1985   | 1 februari 2013   | D            |                |
| 28     | 2002                                                  | John Kerry                                            | John Kerry (1943)                                     | 2 januari 1985   | 1 februari 2013   | D            |                |
| 28     | 2008                                                  | John Kerry                                            | John Kerry (1943)                                     | 2 januari 1985   | 1 februari 2013   | D            |                |
| 29     |                                                       | Mo Cowan                                              | Mo Cowan (1969)                                       | 1 februari 2013  | 16 juli 2013      | D            |                |
| 30     |                                                       | Ed Markey                                             | Ed Markey (1946)                                      | 16 juli 2013     | heden             | D            | 2013           |
| 30     | 2014                                                  | Ed Markey                                             | Ed Markey (1946)                                      | 16 juli 2013     | heden             | D            |                |
| 30     | 2020                                                  | Ed Markey                                             | Ed Markey (1946)                                      | 16 juli 2013     | heden             | D            |                |